# Tragopa obesa
Tragopa obesa är en insektsart som beskrevs av Goding. Tragopa obesa ingår i släktet Tragopa och familjen hornstritar. Inga underarter finns listade i Catalogue of Life.